# Michael Pamer
Michael Pamer, né le 8 mars 1782 à Neulerchenfeld (aujourd'hui quartier de Vienne) et décédé le 4 septembre 1827 à Vienne, est un violoniste, chef d'orchestre et compositeur autrichien.

## Biographie

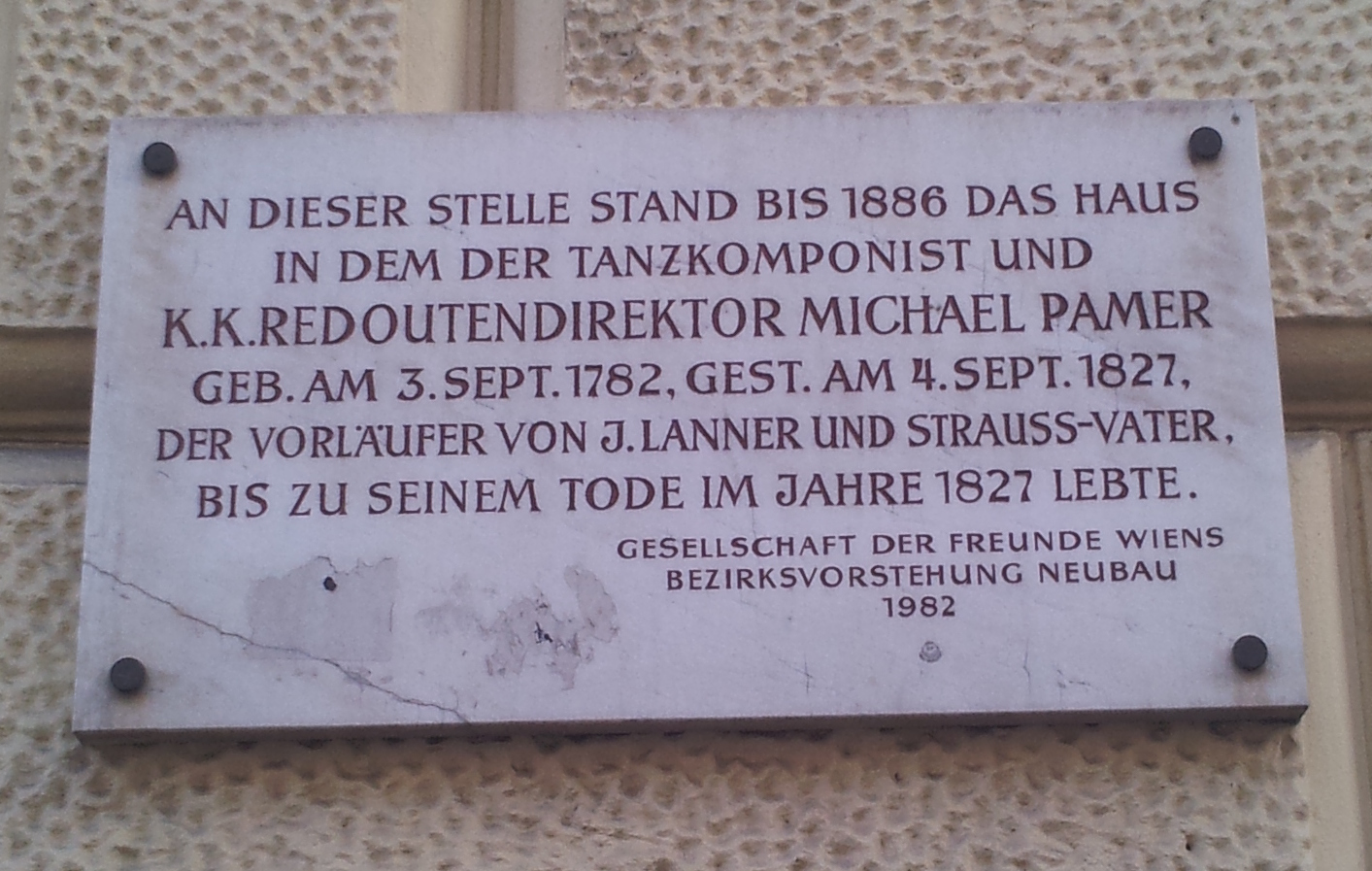
Plaque dans Neustiftgasse, Wien-Neubau.

Pamer vient d'une famille pauvre et est connu comme violoniste et chef d'orchestre à Roßau, quartier à l'est de Vienne. Il se produit avec son orchestre au « Golden Birn » sur la Landstrasse, un des plus importants établissements de divertissement viennois. Il y joue ses compositions qu'il doit parfois répéter 10 à 20 fois à la demande du public, fou de joie et d'exubérance. Mais il sombre dans l'alcoolisme et la passion du jeu. Sa vie professionnelle et familiale s'en ressent considérablement. Mais ses compositions continuent à avoir un grand succès. Certaines sont interprétées au Congrès de Vienne de 1815. Une tumeur maligne à l'index gauche le prive de l'exercice de sa profession. Il meurt à Vienne à l'âge de 45 ans.
Les compositeurs Johann Strauss I et Joseph Lanner sont ses élèves au violon et à l'alto. 
Contemporain de Wolfgang Amadeus Mozart, Franz Schubert et Ludwig van Beethoven, Michael Pamer est parfois appelé le « grand-père de la valse viennoise ».

## Style
Dans ses premières compositions, il incorpore encore des éléments de musique folklorique traditionnelle. Ses travaux ultérieurs portent sur la structure formelle de la grande valse, consistant en une introduction thématique, une séquence de plusieurs valses et une coda finale. L'innovation majeure est la séparation de la mélodie et l'accompagnement rythmique.

## Quelques œuvres
- Ländler brillant pour violon solo avec accompagnement de basse
- Dernières danses de Linz pour 2 violons
- Dernière valse pour petit orchestre avec deux violons solistes et basse

## Source
- (de) Cet article est partiellement ou en totalité issu de l’article de Wikipédia en allemand intitulé « Michael Pamer » (voir la liste des auteurs).